# Joanne Jackson
Joanne Amy „Jo“ Jackson (* 12. September 1986 in Northallerton, North Yorkshire) ist eine ehemalige britische Schwimmerin und frühere Weltrekordhalterin über 400 m Freistil.

## Werdegang
Joanne Jackson trat ab 2001 bei internationalen Juniorenwettkämpfen an. 2003 schwamm sie erste Rennen im Seniorenbereich und gewann auf Anhieb Gold über 200 m Freistil bei den Kurzbahneuropameisterschaften in Dublin.
2004 nahm sie im Alter von 17 Jahren an den Olympischen Spielen in Athen teil, kam bei ihrem einzigen Einzelstart über 400 m jedoch nicht über den Vorlauf hinaus. Außerdem wurde sie im Vorlauf in der britischen 4 × 200-m-Freistilstaffel eingesetzt.
2006 gewann sie sowohl bei den Commonwealth Games als auch bei den Europameisterschaften Silber über ihre Paradestrecke 400 m Freistil.
Bei Olympischen Spielen 2008 in Peking gewann Jackson die Bronzemedaille über 400 m Freistil hinter Rebecca Adlington und Katie Hoff.
Im März 2009 stellte Joanne Jackson bei den britischen Meisterschaften in 4:00,66 einen neuen Weltrekord über 400 m Freistil auf, der wenige Monate später von Federica Pellegrini gebrochen wurde. Bei den Weltmeisterschaften in Rom im Juli 2009 verbesserte Jackson ihre persönliche Bestzeit auf 4:00,60 und gewann hinter Pellegrini, die ihren eigenen Weltrekord erneut unterbot, die Silbermedaille. In der Staffel über 4 × 200 m Freistil gewann sie mit Jazmin Carlin, Caitlin McClatchey und Rebecca Adlington in Europarekordzeit die Bronzemedaille. Zudem gewann sie über 800 m Freistil Silber hinter Lotte Friis.
2010 konnte sie bei den Europameisterschaften in Budapest mit beiden Freistilstaffeln Medaillen gewinnen: Silber über 4 × 100 m und Bronze über 4 × 200 m. In den Jahren 2010 und 2011 wurde ihr sportlicher Fortschritt jedoch durch eine Asthmaerkrankung erschwert.
Bei den Olympischen Spielen 2012 in London nahm sie zum dritten und letzten Mal an olympischen Wettkämpfen teil und belegte mit der 4 × 200-m-Freistilstaffel den fünften Rang.
Bei britischen Meisterschaften gewann Jackson zwischen 2003 und 2012 fünf Gold-, drei Silber- und vier Bronzemedaillen.
Nach den Spielen von London beendete Joanne Jackson ihre Karriere und betreibt mittlerweile gemeinsam mit ihrem Lebensgefährten Grant Turner, der ebenfalls ehemaliger Schwimmer ist, eine Schwimmschule (Joanne Jackson Swim Academy). Auch ihre Schwester Nicola Jackson ist ehemalige Leistungsschwimmerin.

## Persönliche Bestzeiten
| Langbahn                                                    | Langbahn | Langbahn | Langbahn | Kurzbahn       | Kurzbahn | Kurzbahn          | Kurzbahn |
| Disziplin                                                   | Zeit     | Rekord   | Jahr     | Disziplin      | Zeit     | Rekord            | Jahr     |
| ----------------------------------------------------------- | -------- | -------- | -------- | -------------- | -------- | ----------------- | -------- |
| 200 m Freistil                                              | 1:55,54  | NR       | 2009     | 200 m Freistil | 1:54,78  | –                 | 2008     |
| 400 m Freistil                                              | 4:00,60  | NR       | 2009     | 400 m Freistil | 3:54,92  | NR; ehemaliger WR | 2009     |
| 800 m Freistil                                              | 8:16,66  | –        | 2009     | 800 m Freistil | 8:15,50  | ehemaliger NR     | 2007     |
| Legende: WR: Weltrekord, NR: nationaler (britischer) Rekord |          |          |          |                |          |                   |          |

2009 hielt Joanne Jackson für einige Monate in 4:00,66 den Weltrekord über 400 m auf der Langbahn.
Zudem hält sie gemeinsam mit Jazmin Carlin, Caitlin McClatchey und Rebecca Adlington in 7:45,51 den Europarekord über 4 × 200 m Freistil auf der Langbahn sowie gemeinsam mit Melanie Marshall, Caitlin McClatchey und Rebecca Adlington in 7:38,96 den britischen Rekord über 4 × 200 m Freistil auf der Kurzbahn.
Stand: 9. September 2014